# Avlonári
Avlonári (en grec moderne : Αυλωνάρι) est un village de l'île d'Eubée, siège de l'ancien dème d'Avlóna.
Sa population est de 4 000 habitants.
Il est accessible par une route départementale qui relie Chalcis à Kými.
La cité est construite sur une colline, en haut de laquelle sont situées une tour médiévale et l'église.
L'économie d'Avlonári est surtout tournée vers l'agriculture. Soixante-cinq pour-cent des habitants s'y consacrent pendant l'hiver, le reste travaillant dans les services (20 %) ou l'administration (15 %).